# Muzeum (stanice metra)
Muzeum (zkratky MU-C a MU-A) je přestupní stanice metra v Praze. Nachází se přímo v centru města na Václavském náměstí pod budovou Národního muzea. Kříží se zde linky metra A a C. Do provozu byla uvedena po částech 9. května 1974 a 12. srpna 1978.

## Charakteristika stanice na trase A

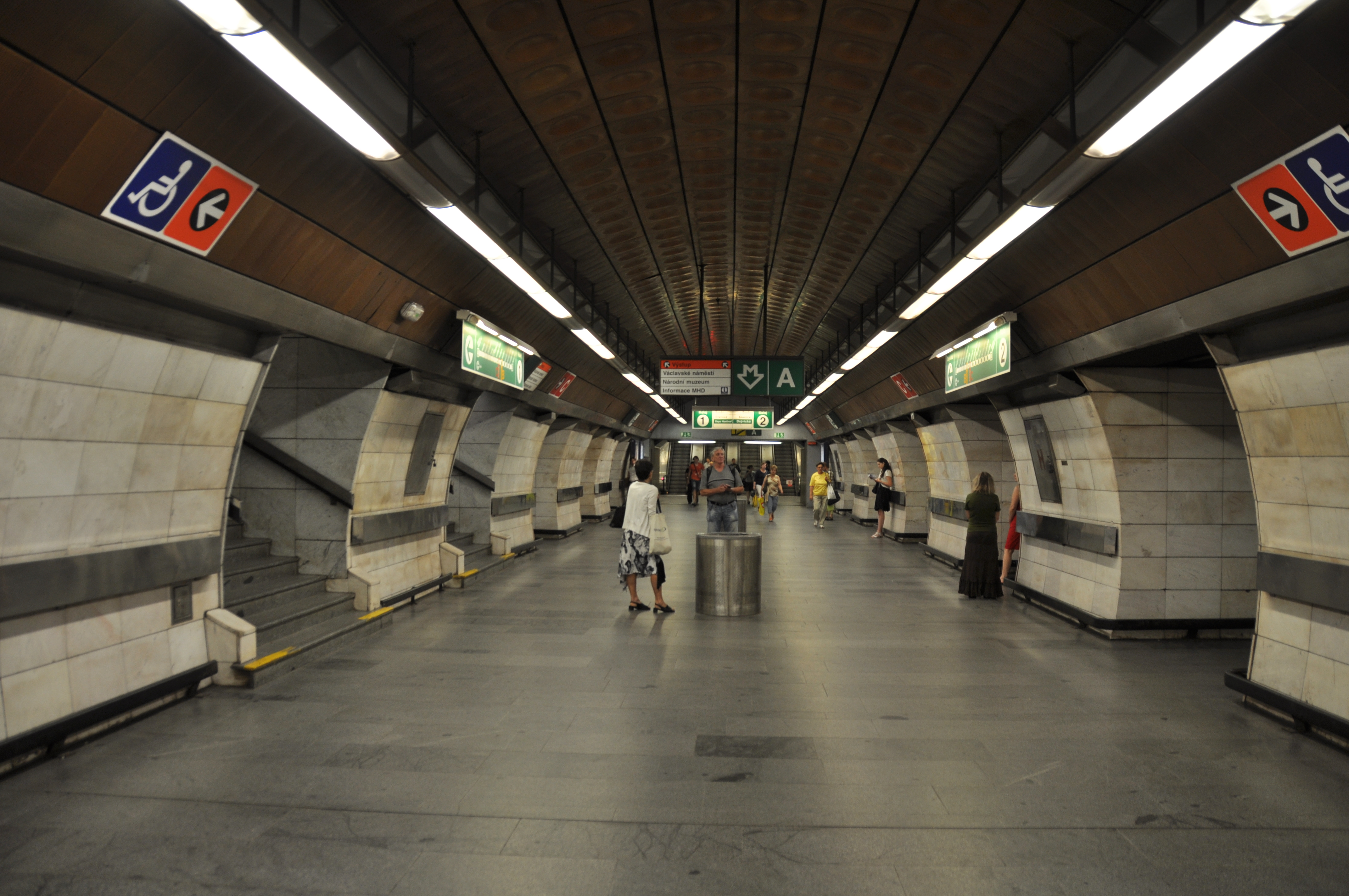
Nástupiště na lince A

Stanice je ražená, trojlodní, pilířová. Má zkrácenou střední loď na 69,1 metru, devět párů prostupů na nástupiště, které je umístěno 34 metrů pod povrchem. Ze střední lodi vede eskalátorový tunel vedoucí pod nástupiště trasy C, kde je přestup umožněn krátkými eskalátory vedoucími přímo na nástupiště. Vlastní výstup ze stanice vede bokem nad jižní kolejí eskalátorovým tunelem nacházejícím se mimo osu stanice, s nástupištěm je spojen chodbou a schody. Obkladem stanice jsou hliníkové eloxované výlisky hnědé barvy a mramorové desky. Náklady na výstavbu stanice (pouze části na trase A a bez výtahu) činily 230 milionů Kčs.
V letech 2017–2018 byla stanice na lince A zrekonstruována za provozu. Nejprve byla od 11. července do 11. prosince 2017 uzavřena část nástupiště ve směru Depo Hostivař. Druhá část nástupiště, ve směru Nemocnice Motol, byla uzavřena od 3. ledna do 20. května 2018. Vlaky metra v těchto obdobích zastavovaly pouze jednosměrně, v opačném směru stanicí projížděly.

## Charakteristika stanice na trase C

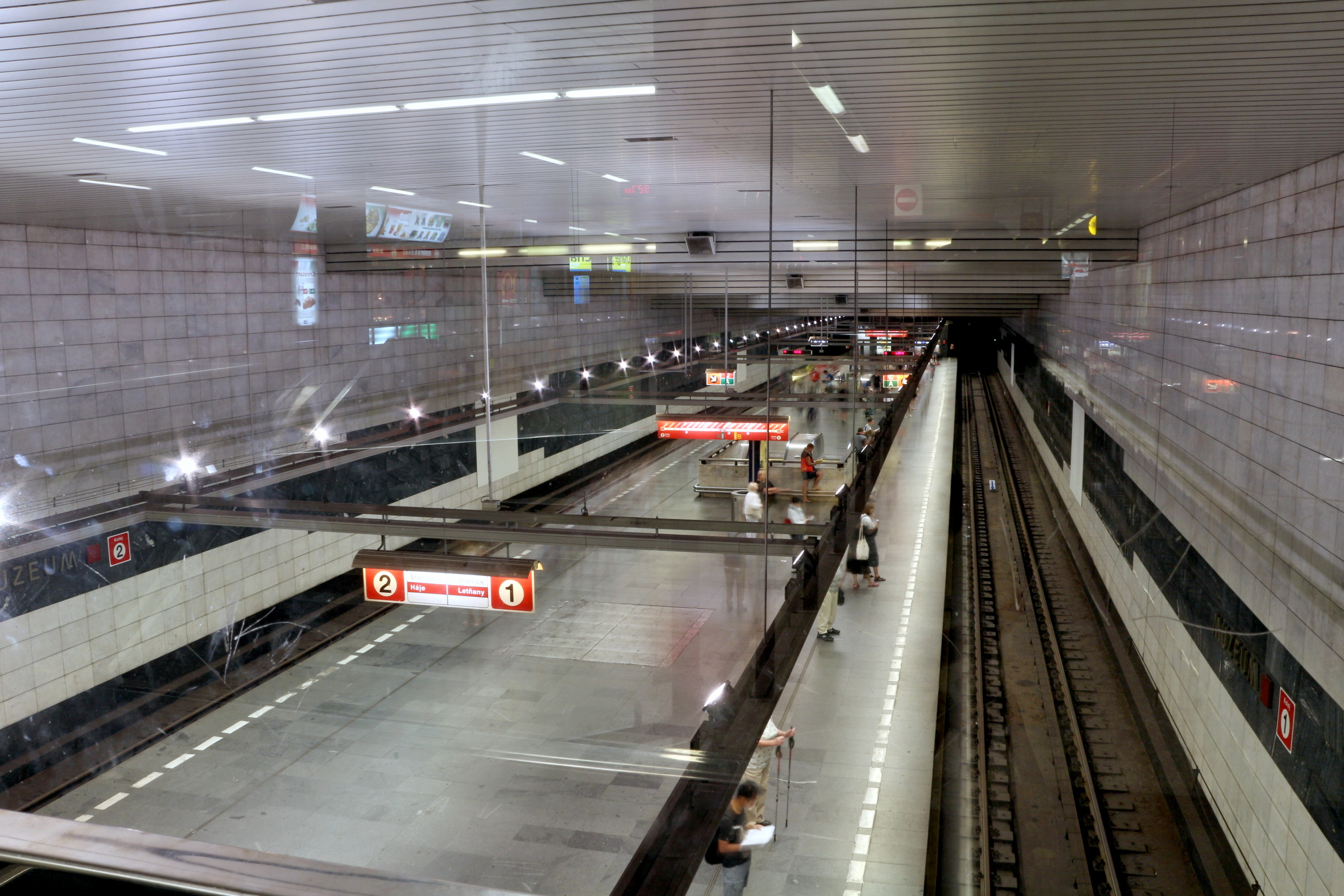
Nástupiště na lince C

Stanice se nachází mělce pod povrchem a vede podélně s magistrálou, severojižním směrem. Nástupiště nacházející se v hloubce 10 m má tvar jedné velké haly bez sloupů, z níž vede výstup po pevném schodišti do podzemního vestibulu společného pro trasu A i C. Uprostřed nástupiště jsou výstupy z přestupních eskalátorů z trasy A. Stěny v prostoru nástupiště jsou obloženy mramorovými deskami. Strop se směrem k Hlavnímu nádraží schodovitě snižuje. Stanice je založena v podzemních stěnách, strop je panelový.
Výstavba byla rozdělena na tři etapy. V první etapě byla vybudována stanice mezi ulicemi Wilsonova (tehdy Vítězného Února) a Washingtonova. Ve druhé probíhala výstavba mezi sochou sv. Václava a Muzeem. Byly proraženy štoly a v nich vybetonovány základy ocelových sloupů, které byly uloženy a na ně byl položen prefabrikovaný strop. Přes něj vedla vozovky již v době výstavby, pod ním se prováděly výkopy a betonáže. Uvolnil se tím prostor pro třetí etapu, tedy střední část stanice, kde se nachází také její nejhlubší bod, přestup na trasu A. Pro zachování hladiny podzemních vod byla provedena hydrologická štola a stanice byla náročně izolována. Během všech etap bylo vytěženo celkem 89 300 m³ hornin, zemin a navážek, použito 10 920 m² podzemních a 600 m² pilotových stěn a uloženo 14 170 m³ monolitického betonu a 2500 m³ prefabrikátů. Ocelovou výztuž stropů navrhl prof. Josef Wünsche, na ukládání ocelových sloupů byl v roce 1973 využit vrtulník Mi-8. Nakonec byly provedeny vyzdívky, dokončovací a řemeslné práce.

### Rekonstrukce
19. srpna 1993 byla zahájena výměna krátkého dvouramenného eskalátoru původem od firmy Transporta ve stanici Muzeum-C za nový od firmy OTIS. Práce trvaly až do zimy a cestující mohli nový eskalátor využívat od 20. prosince 1993. V tomto roce také ještě bylo úspěšně zavedeno řízení technologických zařízení, a to včetně rekonstrukce rozvodů nízkého napětí. Ke konci 90. let byly také vyměněny podhledy, místo starých světel umístěných na stropě stanice se objevily dvě řady zavěšených nosičů svítidel.
V období 16. 6. 2001 – 10. 11. 2001 proběhla rekonstrukce přestupu ve stanici, včetně výměny přestupních eskalátorů za Schindler a Thyssen.

## Výtahy
Původně byla stanice Muzeum vybavena pouze eskalátory, avšak v rámci zpřístupnění podzemní dráhy i pro osoby se sníženou pohyblivostí bylo v 90. letech rozhodnuto vybudovat i výtahy.
Od 9. března 1999 až do 22. června 1999 probíhala výstavba výtahu pro imobilní osoby ve stanici Muzeum-C, v roce 2003 pak byla rovněž zahájena výstavba výtahu pro cestující i v té části stanice, která se nachází na lince A. Zde však už byla stavba náročnější, neboť bylo nutné prodloužit střední loď stanice a vyrazit novou šachtu na povrch, kterou budou výtahy jezdit. V roce 2005 byl výtah pro handicapované cestující zprovozněn; výtah vede už mimo Václavské náměstí, vedle Národního muzea a je hojně využíván osobami nehandicapovanými.

## Manipulační spojky

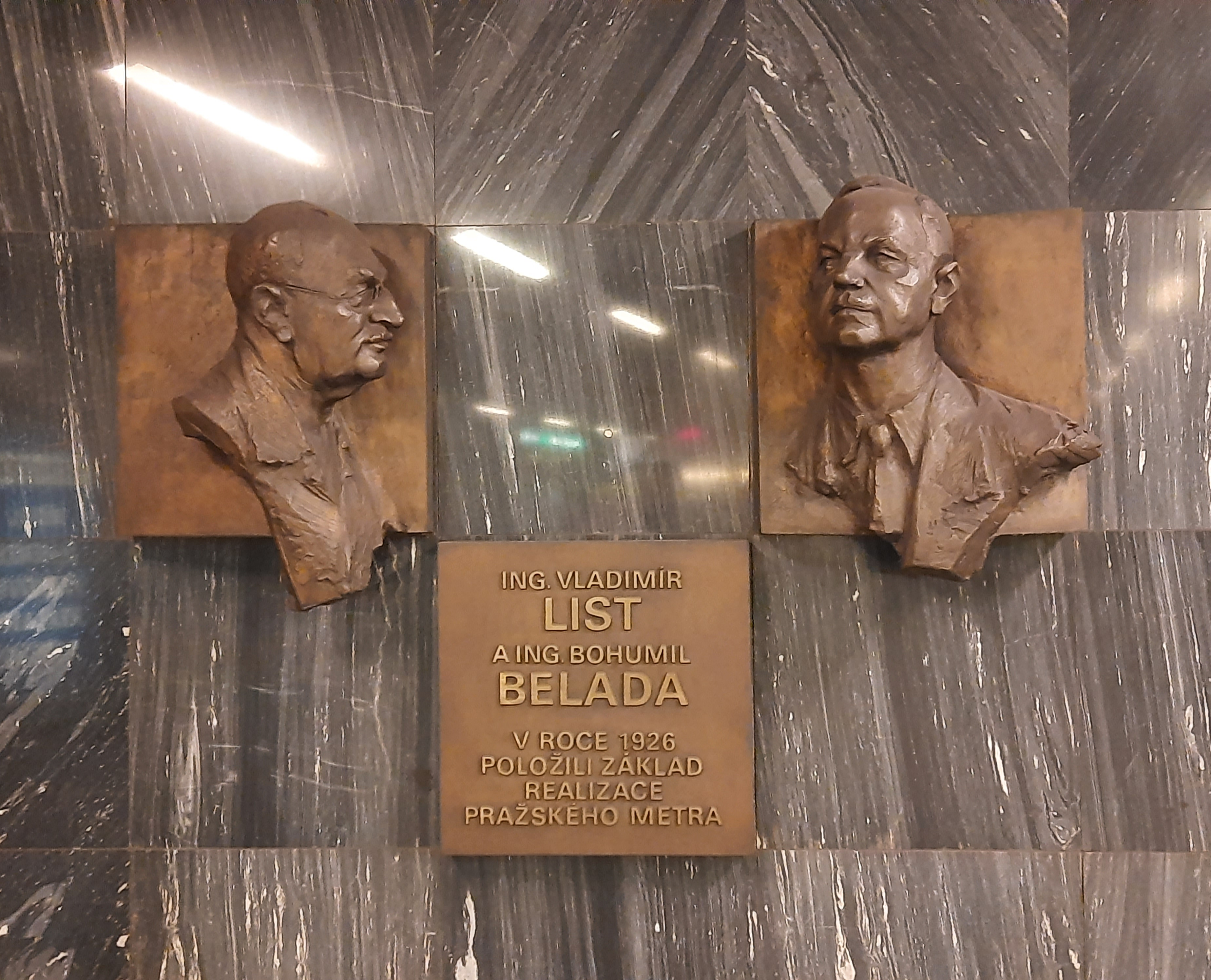
Busty Vladmíra Lista (vlevo) a Bohumila Belady ve vestibulu stanice

Na úsecích Vyšehrad – I. P. Pavlova (spojky se napojují těsně za stanicí na lince C) a Muzeum – Náměstí Míru (A) jsou odbočky pro dvě jednokolejné traťové spojky (A-C a C-A). Zajímavostí těchto spojek je, že jede-li vlak z depa na trase C do depa na trase A a naopak, jede bez nutnosti změny směru jízdy a stanoviště. Rozšíření traťového tunelu mezi Muzeem a Hlavním nádražím nemělo sloužit pro výstavby spojky, ale je to pozůstatek původního projektu podpovrchové tramvaje ze 60. let dvacátého století. V místě rozšíření měla být větev podpovrchové tramvaje na Václavské náměstí. V budoucnu by se zde přestupovalo na linku Dobřichovice-Poříčany, kvůli ulehčení průjezdu Prahou. Ve směru na Dobřichovice by byla ještě stanice Karlovo náměstí a ve směru Poříčany Hlavní nádraží a Florenc a proto by se tento krátký úsek využil jako linka Dobřichovice-Poříčany. 
Roku 1992 byly do vestibulu umístěny busty projektantů metra ve 20. letech dvacátého století, Vladimíra Lista a Bohumila Belady.

## Salonek
Ve stanici existuje už od roku 1974 salonek, kde byly hoštěny různé delegace při svých návštěvách metra a kde se konala různá jednání. V roce 2015 byla dokončena jeho rekonstrukce.

## Vražda
V části stanice na trase C byl 2. srpna 2002 zavražděn policista Ján Mato, který se pokusil zneškodnit muže s kopím. Vrahem byl ruský přistěhovalec Alexandr Kručinin, který se za 27 dní zabil v cele.